# Игуманија Герасима (Тинтор)
Герасима (световно Тања Тинтор; Шибеник, 1975) монахиња је Српске православне цркве и старешина Манастира Детлака.

## Биографија
Игуманија Герасима (Тинтор) рођена је 1975. године у Шибенику, од побожних и честитих родитеља. Приликом крштења је добила име Тања. Основно образовање стекла је у Загребу.
Завршила је Универзитет у Новом Саду 1995. године. Са благословом тадашњег игумана Манастира Ковиља, Порфириј Перића, млада Тања 2. фебруара 2001. године одлази у Грчку, у Манастир Часнога Крста, надомак Коринта, на Пелопонезу. Тамо прима монашки постриг и име по Светом Герасиму Кефалонијскому.
У Манастир Свете Ане у Доњој Вријесци код Дарувара, долази 2018. где од епископа пакрачко-славонског Јована Ћулибрка бива постављена за игуманију где се и данас налази. Одлуком епископа зворничко-тузланскога господина Фотија (Сладојевића), постављена је 2021. године за старешину Манастира Детлак.